# Academia: School Simulator
Academia: School Simulator es un juego de gestión que le permite diseñar, construir y administrar una escuela secundaria. Está siendo desarrollado por Squeaky Wheel, un estudio de desarrollo de videojuegos independientes con sede en Manila, Filipinas.
Está disponible en 13 idiomas, los cuales son: Español de España, Inglés, Japonés, Alemán, Ruso, Francés, Chino simplificado, Italiano, Polaco, Portugués de Brasil, Español de Hispanoamérica, Tailandés y Turco.

## Acerca de
Academia: School Simulator nos propone diseñar y construir una escuela. Además de darle forma al edificio, con sus aulas de informática, comedores, enfermería y zonas comunes, tendremos que contratar a profesores y orientadores, dispuestos a enseñar de la mejor forma posible a los alumnos.
Este simulador permite descubrir como los jóvenes encuentran el amor, fracasan en los exámenes y “sobreviven a la montaña rusa que es la escuela”. En nuestra mano estará invertir en grandes profesionales o minimizar costes, con un profesor para cada cien alumnos.
Deberás mejorar tus instalaciones, motivar a tus profesores, competir contra escuelas rivales para subir a lo más alto de las filas, construir una comunidad de aprendizaje a medida que los estudiantes encuentran el amor y descubren el desamor. No deberemos olvidar que muchos de ellos serán complicados. Tendrán sus propias necesidades, influyendo de forma directa en la motivación. Como señalan sus creadores, "todo se volverá más complejo conforme pasa el tiempo".

## Jugabilidad
Cuenta con un modo normal y con otro ‘sandbox’. Gracias a los ‘mods’ ya disponibles, podremos añadir estudiantes zombi, entre otras opciones.

### Estudiantes
Los estudiantes son las personas que asisten a su escuela y son una de las mecánicas centrales del juego. El objetivo del jugador es proporcionar a los estudiantes la mejor educación posible, con el fin de que se gradúen.
Cada estudiante tendrá una apariencia generada aleatoriamente; ejemplos de rasgos físicos que pueden variar entre los estudiantes son el peinado, el color del cabello, el color de la piel, la forma de los ojos, la forma de la nariz y la forma del cuerpo. También pueden usar gafas. Los estudiantes también vienen con nombres generados al azar, que el jugador es capaz de personalizar haciendo clic en un estudiante y modificándolo.
Los estudiantes tienen necesidades que afectan su motivación, lo que determina qué tan bien se desempeñan durante la clase. Estas necesidades incluyen:
- Hambre, muestra cuánta hambre tiene un estudiante. Aumenta al comer una comida en la Cafetería o al tomar un refrigerio y disminuye con el tiempo.
- Diversión, muestra lo mucho que un estudiante se entretiene. Aumenta al pasar tiempo en el Área Común o en un aula especial durante el tiempo libre y disminuye con el tiempo. La diversión también puede aumentar si los estudiantes asisten a clases de profesores con el atributo Funny.
- Energía, muestra cuánto está cansado un estudiante. Aumenta al pasar tiempo en el Área Común o habitaciones especiales durante el tiempo libre y al acostarse en una cama en la Clínica y disminuye con el tiempo, especialmente durante la clase.
- Vejiga, muestra cuánto necesita un estudiante para orinar. Aumenta mediante el uso de un inodoro o un urinario (solo para estudiantes varones) y disminuye con el tiempo.
- Higiene, muestra cuán limpio está un estudiante. Aumenta al lavarse las manos en un fregadero o un desinfectante de manos y disminuye con el tiempo y al caminar sobre baldosas sucias.
- Intestino, muestra cuánto necesita un estudiante para defecar. Aumenta mediante el uso de un inodoro y disminuye con el tiempo.
- Seguridad, muestra cuánto se siente seguro un estudiante en la escuela. Aumenta si no a muy pocos delincuentes están presentes en la escuela y disminuye si una gran cantidad de delincuentes están presentes en la escuela y después de ser intimidado por un estudiante delincuente.

Además, hay otras dos barras bajo las barras de necesidad que son:
- Salud, que determina la facilidad con la que un estudiante se enferma y se ve muy afectado por la higiene. La salud se puede aumentar después de que el estudiante es tratado en la clínica.
- Disciplina, que determina la probabilidad de que un estudiante realice acciones de delincuencia. Aumenta después de ser sorprendido comportándose mal y luego ser regañado por el Director/Vicedirector y disminuye después de comportarse mal y no ser castigado por ello.

Todas estas necesidades y condiciones afectan más la motivación de los estudiantes, sin embargo, hay otras formas de que la motivación aumente o disminuya:
- Algunas veces los estudiantes pueden enamorarse de otros estudiantes, lo que aumentará su motivación. Eventualmente, si deciden confesarles su amor, pueden aceptar su confesión y comenzar a salir, lo que aumentará en gran medida su motivación. Si en cambio son rechazados por su enamoramiento, los estudiantes perderán algo de motivación.
- Si el jugador compra una mascota para la escuela (como un perro o un gato), cualquier estudiante que interactúe con ella recibirá un impulso a la barra de diversión, lo que aumentará la motivación en un poco.[9]

### Zonas
Las zonas son las áreas dadas con un propósito específico para ayudar en el funcionamiento de su escuela. A partir del Alpha 3, hay seis categorías de zonas generales:
- Admin: En estas zonas, se atiende al personal y la facultad con salones y oficinas.
- Salón de clases: En donde los estudiantes asisten a clases, se dividen en niveles de grado.
- Nutrición: proporciona alimentos para el personal, los profesores y los estudiantes.
- Servicios: incluye la clínica, la entrega y las zonas de recolección de residuos.
- Habitaciones especiales: zonas adicionales para actividades especializadas como deportes, arte y relajación estudiantil.
- Aseo: baños para estudiantes, personal y profesores.

He aquí una tabla con las zonas disponibles:
| Zona                    | Categoría               |
| ----------------------- | ----------------------- |
| Salón de Arte           | Habitaciones especiales |
| Salón AV (Audio/Video)  | Habitaciones especiales |
| Cafetería               | Nutrición               |
| Aula                    | Salón de clases         |
| Clínica                 | Servicios               |
| Área Común              | Habitaciones especiales |
| Salón de Computación    | Habitaciones especiales |
| Cancha                  | Habitaciones especiales |
| Delivery                | Servicios               |
| Salón de Profesores     | Admin                   |
| Campo                   | Habitaciones especiales |
| Salón del personal      | Admin                   |
| Basura                  | Servicios               |
| Cocina                  | Nutrición               |
| Biblioteca              | Habitaciones especiales |
| Salón de Música         | Habitaciones especiales |
| Oficina                 | Admin                   |
| Piscina                 | Habitaciones especiales |
| Laboratorio de Ciencias | Habitaciones especiales |
| Baño                    | Aseo                    |
| Pista de Atletismo      | Habitaciones especiales |

### Profesores
Los profesores son responsables de educar a los estudiantes, conformando el profesorado de su escuela. A diferencia de otros miembros del personal, diferentes profesores tienen diferentes niveles de habilidad.
Los profesores pueden ser contratados haciendo clic en "Profesor" en el menú del Personal o haciendo clic en "Departamento" en el lado derecho de la pantalla. Todos los maestros tienen un bono de firma como un costo inicial y un salario diario que varía en función de su nivel de habilidad.

## Recepción
Debido al estilo de videojuego, es imposible no compararlo con Prison Architect, por lo que la mayoría de las críticas negativas se basan en torno al poco contenido comparado con ese juego, igualmente, el 83% de las reseñas en Steam son positivas.
"En este punto del desarrollo de Academia, no parece que haya mucha profundidad en la simulación, pero voy a mantener mi ojo en este juego. Me encanta Prison Architect, y si se agregan suficientes capas a Academia, podría ser un juego tan interesante y convincente como PA, aunque también espero que Squeaky Wheel tenga planes para distinguirse del simulador de prisión de Introversion con algunos sistemas de juego nuevos y diferentes. Es un comienzo agradable, de todos modos." - PcGamer.